# Tiga guérisseur
Tiga guérisseur es una película del año 2001.

## Sinopsis
Tiga es un treintañero que prueba distintos trabajos, pero todos le parecen demasiado agotadores o indignos, hasta que se le ocurre hacerse curandero. Convencido de que se va a hacer rico fácilmente, Tiga inventa sus propias pociones mágicas. Todo va bien hasta que un día, una mujer desconfiada hace que se beba su propio remedio...